# سيد هابيل
سيد هابيل (بالإنجليزية: Sid Abel)‏ (و. 1918 – 2000 م) هو لاعب هوكي الجليد كندي، مركز لعبه هو جناح ‏، توفي في فارمنغتون هيلز، عن عمر يناهز 82 عاماً.
.

## جوائز
حصل على جوائز منها:
- كأس ستانلي.

## روابط خارجية
- سيد هابيل على موقع دوري الهوكي الوطني (الإنجليزية)
- سيد هابيل على موقع EliteProspects.com (الإنجليزية)
- سيد هابيل على موقع HockeyDB.com (الإنجليزية)
- سيد هابيل على موقع Hockey-Reference.com (الإنجليزية)